# Ellerbruch
Ellerbruch (niederdeutsch Ellerbrook) ist ein Ortsteil der Gemeinde Wingst im niedersächsischen Landkreis Cuxhaven.

## Geschichte
Besonders bekannt ist Ellerbruch auf Grund der 1921 eingeweihten Kriegsgräberstätte, des sogenannten „Ehrenhains Ellerbruch“. Hier liegen neben gefallenen Soldaten der beiden Weltkriege auch diejenigen Soldaten, die kurz nach Ende des Zweiten Weltkriegs bei einer Munitionsexplosion im Rahmen von Aufräumarbeiten der damaligen Portland-Zement-Fabrik im nahe gelegenen Hemmoor tödlich verunglückt sind.

## Politik
Gemeinderat und Bürgermeister
Auf kommunaler Ebene wird der Ortsteil Ellerbruch vom Rat der Gemeinde Wingst vertreten.

## Kultur und Sehenswürdigkeiten
Baudenkmale

## Wirtschaft
In Ellerbruch gibt es zudem ein kleines Sägewerk, das an den Wald angegliedert ist. Eine Biogasanlage wurde 2006 in Betrieb genommen.